# Trans (Grisons)
Pour les articles homonymes, voir Trans.
Trans est une ancienne commune suisse du canton des Grisons. Depuis le 1er janvier 2009 elle fait partie de la commune de Tomils.

## Références

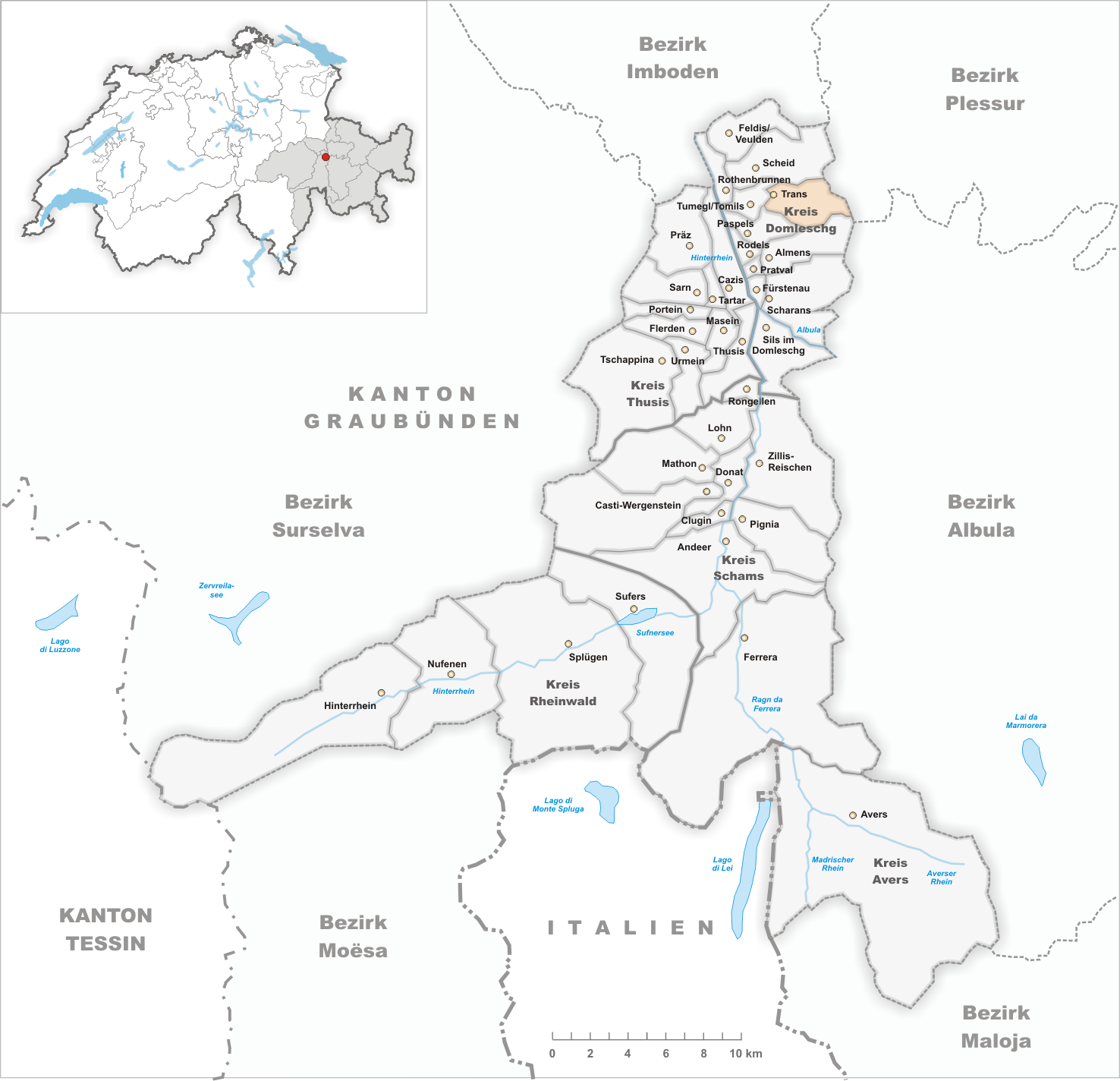
Territoire de l'ancienne commune de Trans